# スーザン・ハーク
スーザン・ハーク（英: Susan Haack、1945年 - ）はイングランド出身の哲学者。マイアミ大学の哲学および法学教授。論理学、言語哲学、認識論、形而上学について著述を行なってきた。チャールズ・サンダース・パースのプラグマティズムを踏襲している。

## 経歴
オックスフォード大学で学士号・修士号を取得し、ケンブリッジ大学でPh.D.を取得した。
オックスフォードでは、セント・ヒルダズ・カレッジにて、ジーン・オースティン (Jean Austin) に哲学の手ほどきを受けた（なお、ジーンはJ.L.オースティンの寡婦である）。学部時代は哲学・政治学・経済学（PPE）コースを専攻した。ハークは自分の専攻について次のように述べる。「最初は、政治学が一番魅力的でした。チューターにも政治学の道へ進むよう勧められていたほどです。それが、いつの間にか哲学にのめり込んでいました。」 ハークは、ギルバート・ライルにプラトンを、マイケル・ダメットに論理学を学んだ。デイヴィッド・ピアーズがBPhil課程（修士課程に相当）の指導教員であり、曖昧性についての学位論文を書いた。
ケンブリッジでは、ティモシー・スマイリーのもと博士号を取得。以後、ケンブリッジ大学ニュー・ホールのフェローや、ウォーリック大学哲学教授を経て、マイアミ大学のポストを得た。
ハークは自らの経歴が「非常に独立心の強い」ものだと述べる。
哲学業界の流行を追うことはしません。自分が重要だと信じる問題に、一番結果が出そうなやり方で取り組んでいます。贔屓にしてもらっている批評家はいませんし、仲間内で互いの著作・論文を引用しあう文化にも与していません。どこの大学の哲学科がランキング上位に位置するか、同僚はいつも気にしていますが、私にとってはどうでもいいことです。私は所属大学から1円たりとも旅費や研究支援のお金を受け取っていません。また、著作権を譲り渡すことを要求するような学術誌には投稿しないようにしています。こんな態度をとっていると、当然ながら面倒なこともあります。ですが、自分にとって最高の仕事ができるという自由には代えられません。自分の文章を検閲しないで済みますからね。結果として、たいがいの「ニッチな研究」よりもずっと多くの読者を得られています。

## 思想
ハークによる主要な功績は、1993年の『証拠と探求』において展開された「基礎整合説」（foundherentism）と呼ばれる認識論的立場である。基礎整合説は、純粋な基礎付け主義（無限後退に陥る）と純粋な整合説（循環に陥る）がそれぞれもつ難点を避ける理論として考案された。ハークはこのアイデアをクロスワードの比喩で説明している。単純化すると次のようになる。: ヒントを手がかりにして答えとなる単語を探しだすことは、基礎となる根拠を経験によって得ることに類比的である。また、クロスワードで交差する単語は互いに影響関係にある（mutually sensible）が、これは整合性による正当化と類比的である。そして、これらの性質は両者とも知識の正当化において必要な要素である、と。なお、ハークの基礎整合説は、突き詰めていけば結局基礎付け主義に堕してしまうと指摘する研究者もいる。
ハークはリチャード・ローティを強く批判している 。We Pragmatists ...: Peirce and Rorty in Conversationというハークの書いた戯曲があるが、これは全編パースとローティの引用だけで出来ている。ハークは同著でパース役を演じている。『ニュー・クライテリオン』誌に発表した論文では、ローティの見解、とりわけ彼がある種のプラグマティストであるという主張に強い異議を唱えている。
ハーク（Haack 1998）は、フェミニスト的な観点から論理や科学的真理を扱うという態度を批判している。科学や哲学を論じるフェミニスト批評家の多くは、「政治的正しさ」（ポリティカル・コレクトネス）に敏感になりすぎだとハークは述べている。
ハークは『フリー・インクワイアリー』誌や、世俗的ヒューマニズム会議にも寄稿している。また、ハークの論文は学術誌だけでなく、『タイムズ文芸付録』のような一般誌でも書評・引用されている。

## メンバーシップ
ハークはファイ・ベータ・カッパ協会およびファイ・カッパ・ファイの名誉会員である。チャールズ・サンダース・パース協会の会長も務めた。米英教育委員会のメンバー経験もある。

## 主要著作
- 1974. Deviant Logic. Cambridge University Press.
- 1978. Philosophy of Logics.
- Haack, Susan; Kolenda, Konstantin (1977). “Two Fallibilists in Search of the Truth”. Proceedings of the Aristotelian Society 51 (Supplementary Volumes):  63–104. JSTOR 4106816. (Charles Sanders Peirce and Karl Popper have strikingly similar views on the propensity probability|propensity theory of probability and philosophy of science.)
- 1993, Evidence and Inquiry.
- 1996, Deviant Logic, Fuzzy Logic: Beyond the Formalism. The University of Chicago Press. (Extends the 1974 Deviant Logic, with some additional essays published between 1973 and 1980, particularly on fuzzy logic, cf The Philosophical Review, 107:3, 468-471 )
- 1997, "Vulgar Rortyism," The New Criterion 16.
- 1998. Manifesto of a Passionate Moderate: Unfashionable Essays.
- 2003. Defending Science - Within Reason: Between Scientism and Cynicism. ISBN 1-59102-117-0.
- 2005, "Trial and Error: The Supreme Court's Philosophy of Science, ," American Journal of Public Health.
- 2006 (edited with Robert Lane). Pragmatism, Old and New.
- 2008. Putting Philosophy to Work: Inquiry and Its Place in Culture